# Aero A.35
Die 1928 bei Aero entstandene Aero A.35 war ein moderner Schulterdecker seiner Zeit.

## Beschreibung
Das Cockpit lag vor der Tragfläche und bot dem Piloten und seinem Kopiloten oder zusätzlichen Passagier eine verglaste Windschutzscheibe und überdachte Kanzel, nur die Seitenfenster fehlten.
Rumpf und Leitwerk bestanden aus einer stoffbespannten Stahlrohrkonstruktion. Die Tragflächen waren aus Holz und ebenfalls stoffbespannt. Im Rumpf war eine Passagierkabine für vier Passagiere und ein Gepäckabteil untergebracht. Die beiden Räder des Fahrwerks hatten Einzelradaufhängung und waren nicht mehr durch eine Achse miteinander verbunden. Unter den Seitenflossen schützte ein Gleitsporn das Flugzeug vor Beschädigungen. Als Antrieb des Prototyps diente ein Wright-J-5-Sternmotor. Die Serienmaschinen erhielten einen Walter-Castor-Sternmotor.
Insgesamt wurden acht Flugzeuge produziert. Sechs Maschinen gingen an die tschechoslowakischen Fluggesellschaft ČSA und die beiden anderen an ein Industrieunternehmen. Sie gehörten damit zu den ersten Geschäftsreiseflugzeugen.

## Nutzer
- Tschechoslowakei: Československé státní aerolinie
- Jugoslawien

## Technische Daten

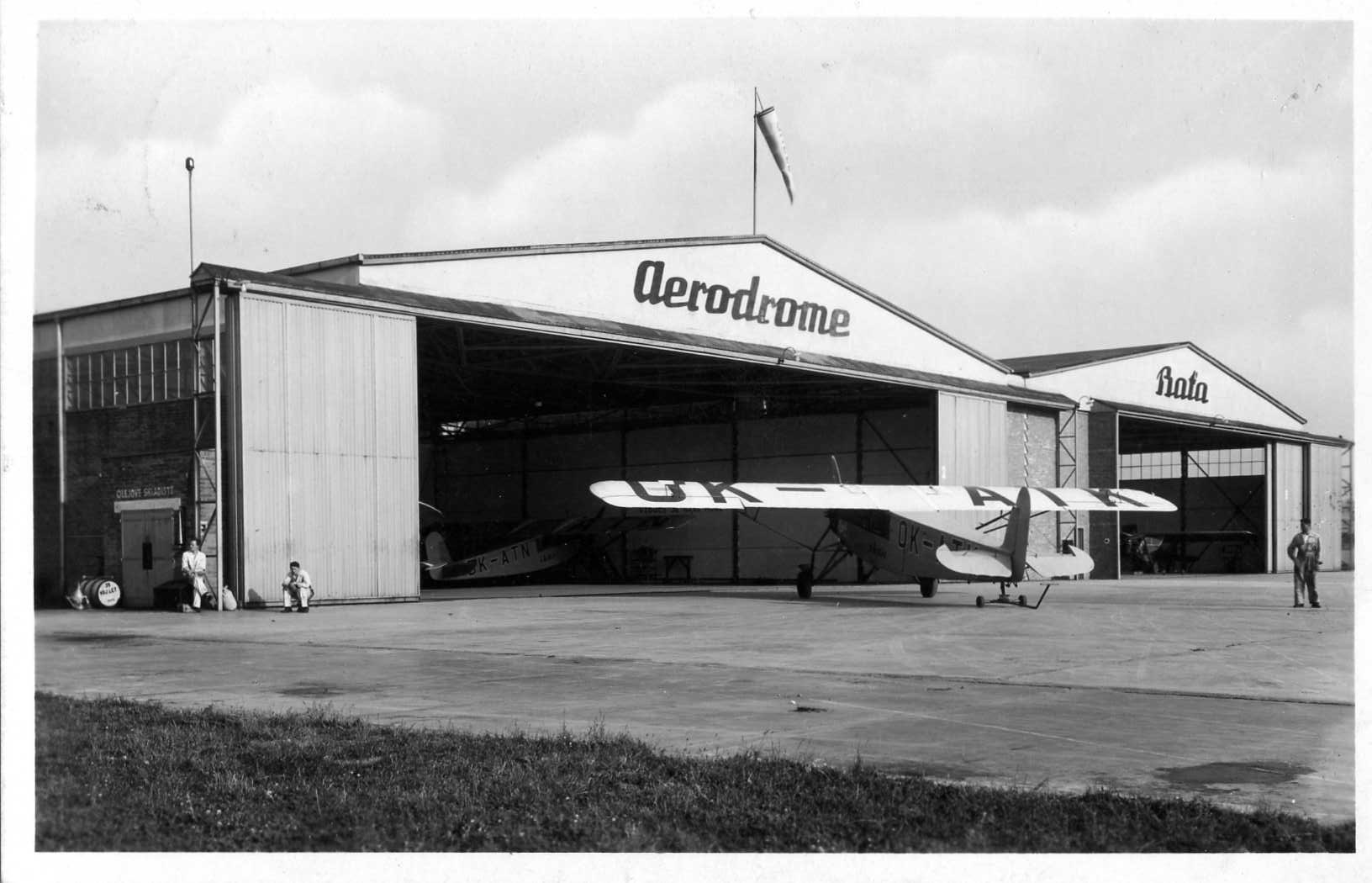
Aero A.35 auf dem Flugplatz Otrokovice

| Kenngröße             | Daten                                            |
| --------------------- | ------------------------------------------------ |
| Besatzung             | 2                                                |
| Passagiere            | 4–5                                              |
| Länge                 | 9,75 m                                           |
| Spannweite            | 14,52 m                                          |
| Höhe                  | 2,60 m                                           |
| Flügelfläche          | 28,70 m²                                         |
| Flächenbelastung      | 66,2 kg/m²                                       |
| Leermasse             | 1170 kg                                          |
| max. Startmasse       | 1930 kg                                          |
| Höchstgeschwindigkeit | 197 km/h                                         |
| Reisegeschwindigkeit  | 165 km/h                                         |
| Steigzeit             | 21,15 min auf 3000 m Höhe                        |
| Dienstgipfelhöhe      | 4800 m                                           |
| Reichweite            | 660 km                                           |
| Flugzeit              | 1h                                               |
| Triebwerke            | ein Walter-Castor-Sternmotor mit 240 PS (177 kW) |